# 薩摩狂句
薩摩狂句（さつまきょうく）は、狂句の一種。鹿児島県で創作され、鹿児島弁を用いて詠まれる。地元では、テレビ、ラジオ、新聞で作品を紹介することが頻繁にあり、狂句のサークルや月刊誌も存在する。南日本新聞や後述の番組でも、薩摩狂句のコーナーが古くから存在している。

## 概要
熊本県の肥後狂句などを参考にして、1908年に地元紙が投句を募ったのが始まりとされる。
句全体に鹿児島弁の特徴を用いる。五・七・五で詠むのは俳句と同じだが、薩摩狂句は普段の生活など人間社会の中にある可笑しみ、皮肉、人情味などを表現することを基本とする。また、以下の4点の心得るべきとされる。
1. 作品のもとにある材料は人間である。
2. 鹿児島の言葉を主体にして表現する。
3. 狂句独特の味わいを盛り込む。
4. 型式は、五音、七音、五音のリズム感のある十七字音にまとめる。

鹿児島弁は、語彙を短く縮めて言ったり、名詞・動詞・形容詞などの語尾が微妙に変化したりする場合が多い。薩摩狂句において、促音「っ」は1文字で1音字となるが、「きゃ」「きゅ」「きょ」などの拗音は2文字で1音字になる。
本句とは別に、七・七または七・五のオチをつける「唱（しょう）」をつける場合がある。

## 薩摩狂句を題材とした番組

### MBC南日本放送
さつまお笑い劇場
MBC南日本放送のMBCラジオで、1962年（昭和37年）10月7日から放送されているラジオ番組。
さつま狂句
MBC南日本放送のMBCテレビで1974年（昭和49年）から放送されているテレビ番組。ホームドラマチャンネルでも放送されている。1973年（昭和48年）に開始された『奥様ワイド・MBCですこんにちわ!』での新企画を模索していた制作陣は、薩摩狂句をテレビで展開したいと考え1974年（昭和49年）2月に薩摩狂句の特集を企画し、視聴者から約2500句が寄せられる。手ごたえを感じた制作陣は、同年10月に薩摩狂句を番組内のコーナーでレギュラーとして開始。MBCテレビにおける「さつま狂句」は『奥様ワイド・MBCですこんにちわ!』から『ふれあいタウン・きゅーと55』を経て『元祖本家さつま狂句』『MBCさつま狂句』『なんちゅてん鹿児島』『どーんと鹿児島』『MBCさつま狂句』『MBC週刊ナウ』『ふるさとワンダフル』『ヒルタク』『ウォッチ!かごしま』『さつま狂句』と、時に番組内のコーナーとして、時に独立番組として放送されてきた。
フリップボードの右半分に五・七・五の薩摩狂句を書き、左半分には句の内容をユーモアたっぷりに描いた彩色の挿絵を付ける演出を確立。MBC南日本放送の美術室で勤務する若松泰義が挿絵を担当し、2001年（平成3年）に退職した後も挿絵を描き続け、2004年（平成16年）時点での作品数は3万枚を超えた。視聴者にも好評で、挿絵は地域の文化祭や金融機関のロビーなどで展示され、1993年（平成5年）には若松の挿絵をまとめた『さつま狂句テレビ版』が出版された。2004年（平成16年）には、知覧茶園との共同企画で挿絵入りの薩摩狂句が知覧茶のパッケージにもなっており、約1000通の公募作品から「美味め茶で　もひと気張いち　腰す上げっ」の句が特選となり採用された。かつては猪俣睦彦、南郷隼人、はた真弥、野口たくおらによるショートコントも放送された。
やったんこのちぇすといけ!ヤング
MBCアナウンサーの安田勝英が司会を務めるラジオ番組『やったんこのちぇすといけ!ヤング』で、荒田香津丸が担当する「ヤングさつま狂句学校」が人気コーナーであった。

### NHK鹿児島放送局
さつま狂句
NHK鹿児島放送局のNHK総合テレビジョンにおいて『おやっと5』や『さきどり!情報かごしま』から引き継がれ『ひるまえクルーズかごしま』と『情報WAVEかごしま』内の1コーナーとして2024年（令和6年）3月25日まで放送された。選者は南さつま市出身の小森寿星、挿絵は霧島市隼人町出身の永谷勝が担当。NHK Eテレ『夏井いつきのよみ旅!』の2021年（令和元年）7月15日放送回では、このコーナーの収録現場を観たいと希望した夏井いつきがローランドと共に訪れた様子が放送された。